# Nadplastyczność
Nadplastyczność – zdolność metali i ich stopów do dużych odkształceń plastycznych. 
Nadplastyczność została zaobserwowana w 1920 roku dla stopu eutektycznego Zn-Cu-Al przez W. Rosenheima. 
Charakterystyczną cechą stopu odkształcanego nadplastycznie jest brak tworzenia się szyjki. Wyróżnia się dwa główne czynniki warunkujące zaistnienie zjawiska nadplastyczności:
- temperatura wynosząca >0,4 Ttop.
- wielkość ziarna musi wynosić co najwyżej 10 µm.

Dla stopów tytanu maksymalne wydłużenie przekracza 2000%. Przykładowo dla stopu TiAl6V4 wydłużenie wynosi 2100% dla ziarna o wielkości 2 µm i temperatury 850 °C.
Zjawisko nadplastyczności wyjaśnione jest występowaniem następujących procesów w trakcie odkształcania:
- pełzanie dyfuzyjne
- poślizg po granicach ziarn z procesami akomodującymi, głównie z akomodującym oddziaływaniem poślizgu dyslokacyjnego.